# Spinoblesthis acuta
Spinoblesthis acuta là một loài bọ cánh cứng trong họ Cerambycidae.